# Różowa porcelana

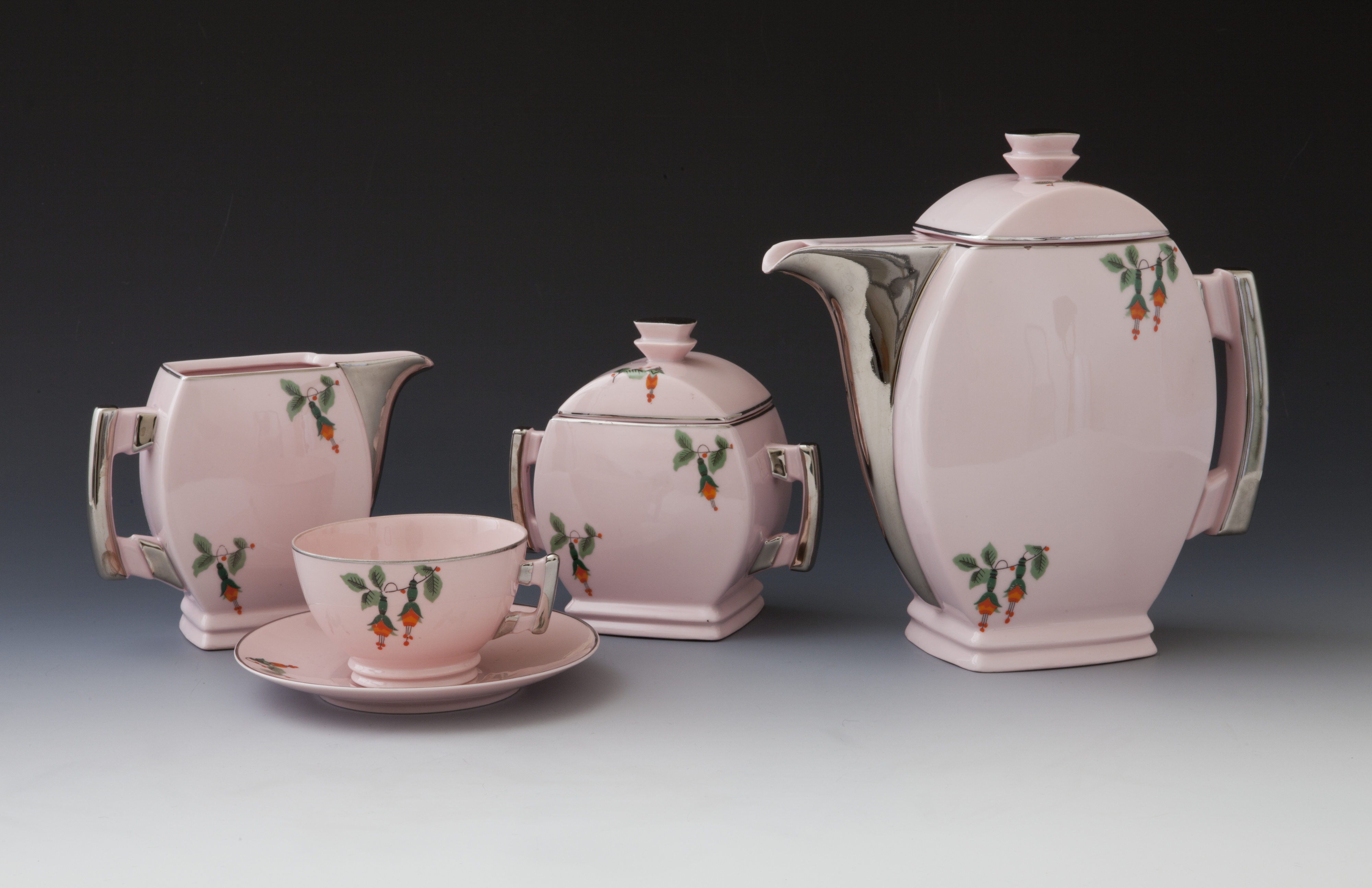
Serwis do herbaty „Płaski” w stylu art déco wykonany z różowej porcelany, 1932-1934. Muzeum Narodowe w Krakowie

Różowa porcelana – cienka, przejrzysta porcelana w delikatnym, różowym kolorze. Fabryka Porcelany AS Ćmielów jest jedyną manufakturą w Europie produkującą wyroby z różowej porcelany według oryginalnej przedwojennej receptury Bronisława Kryńskiego  .

## Historia

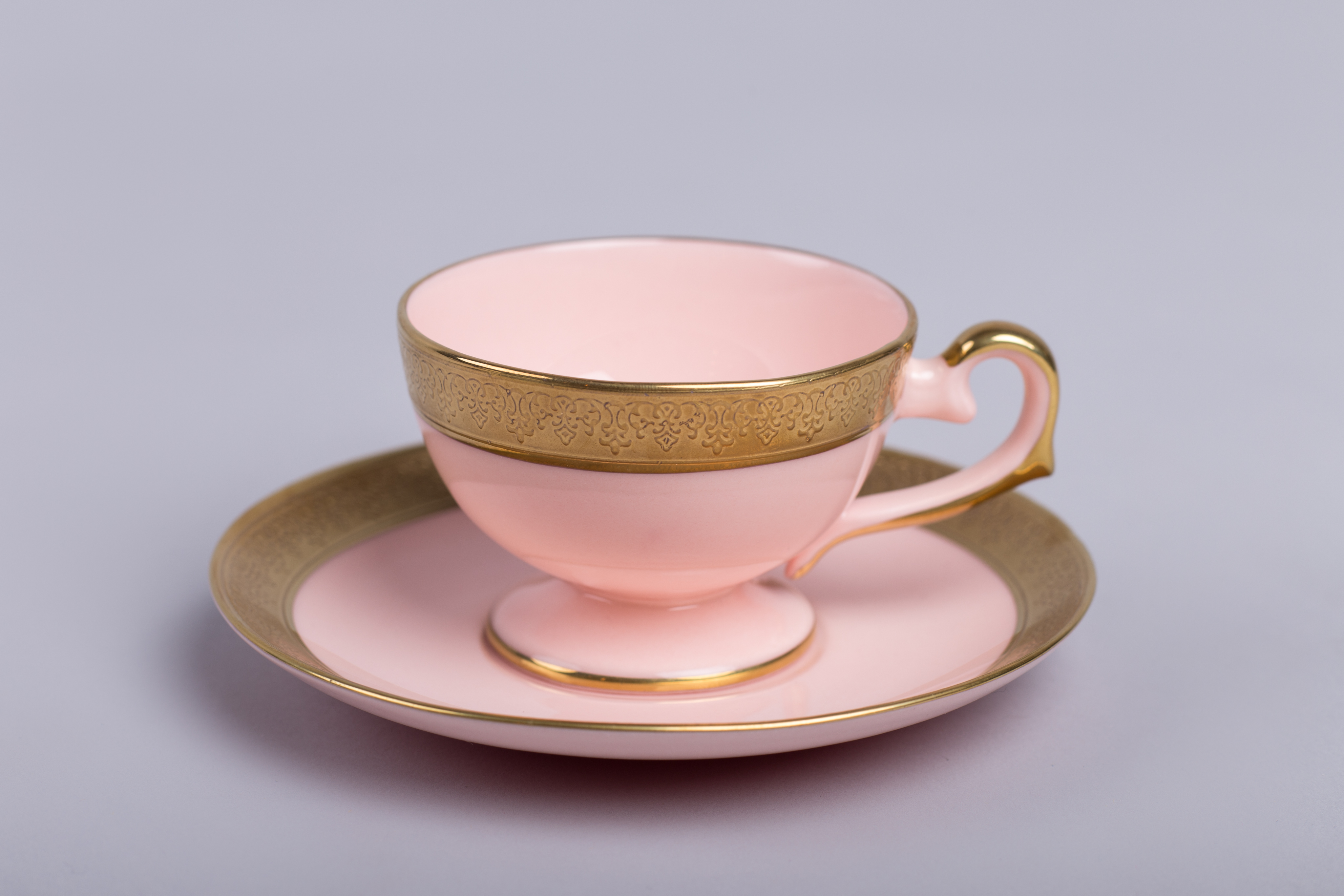
Filiżanka Prometeusz espresso z różowej porcelany wykonana według projektu Adama Spały z 2008

Odkrywcą procedury wytwarzania różowej masy porcelanowej był polski inżynier chemik Bronisław Kryński, który był przedwojennym współwłaścicielem Fabryki Porcelany Ćmielów. Porcelanę tę opatentował w 1936 roku. Zginął w czasie drugiej wojny światowej w obozie koncentracyjnym. Przez długie lata trwały próby odtworzenia sposobu jej uzyskania. Zofia Kryńska - córka dawnego  technologa przekazała dokumenty i zapiski ojca Adamowi Spale, nowemu właścicielowi manufaktury. Była tam także poszukiwana receptura. Ponownie zaczęła się produkcja wykwintnej porcelany, która swoją charakterystyczną barwę osiąga dzięki domieszce pudrów i barwników na bazie złota. Duży wpływ na wysoką cenę wyrobów ma skomplikowany proces technologiczny. Przy produkcji tej porcelany potrzebnych jest 11 składników, aby uzyskać białą porcelanę konieczne są trzy podstawowe surowce .
Piękno i niezwykłość wyrobów z różowej porcelany najlepiej ocenić, gdy przez ścianki naczynia przenika światło  .